# Nowa Kaledonia
Nowa Kaledonia (fr. Nouvelle-Calédonie) – francuskie terytorium zamorskie o statusie wspólnoty szczególnego rodzaju (sui generis) w zachodniej części Oceanu Spokojnego, w Melanezji, około 1400 km na wschód od Australii i 1500 km na północny zachód od Nowej Zelandii.

## Geografia
W skład terytorium wchodzi główna wyspa, Nowa Kaledonia (fr. Grande Terre), wraz z przybrzeżnymi wyspami, m.in. Wyspy Lojalności (fr. îles Loyauté), Île des Pins, Wyspy Chesterfield (fr. îles Chesterfield).
Terytorium jest często potocznie nazywane le Caillou przez mieszkańców pochodzenia europejskiego oraz la Kanaky przez mieszkańców pochodzenia melanezyjskiego.
Powierzchnia całego terytorium zamorskiego Nowej Kaledonii wynosi 18 575,5 km²; w tym główna wyspa – 16 594,6 km²; liczy 279 070 mieszkańców (2017 r.). Stolicą terytorium jest Numea (fr. Nouméa) w południowej części wyspy Nowa Kaledonia. Melanezyjscy Kanakowie stanowią 42,5% mieszkańców, Europejczycy 37,1%, Polinezyjczycy 11,8%.
Wnętrze głównej wyspy jest górzyste, z najwyższym szczytem Mont Panié, 1628 m n.p.m. Klimat tropikalny, opady sezonowe, 1500 mm na Wyspach Lojalności, 2000 mm na wschodnim wybrzeżu, 4000 mm w górach, 1200 mm na zachodzie.
Nowa Kaledonia jest pochodzenia kontynentalnego – jest fragmentem Gondwany. Najpierw, 85 mln lat temu, oddzieliła się od Australii, a 65 mln od Nowej Zelandii. Izolacja od gatunków powstających w innych rejonach świata, takich jak ssaki, spowodowała, że wyspa stała się „arką Noego” dla wielu różnorodnych, prymitywnych organizmów, głównie roślin, jak np. araukaria. Spośród 3,3 tys. gatunków roślin ¾ jest endemiczne – a także 5 rodzin monotypowych, w tym amborellowate.
Przed przybyciem ludzi żył tu m.in. ptak Sylviornis neocaledoniae o wysokości 1,7 m i wadze 30 kg. Obecnie (2014 r.) żyją tu 24 endemiczne gatunki ptaków, w tym kagu będący jedynym gatunkiem w rodzinie Rhynochetidae; dokładnie połowa z nich jest co najmniej narażona na wyginięcie. Z 70 gatunków gadów 62 są endemiczne. Zwierzęta te są zagrożone przez sprowadzone i zdziczałe szczury, koty, psy i świnie.

## Podział administracyjny
Nowa Kaledonia dzieli się na trzy prowincje:
- Południową ze stolicą w Numei
- Północną ze stolicą w Koné
- Wyspy Lojalności ze stolicą w Lifou

Te zaś podzielone są na 33 gminy.

## Historia
Wyspy zostały zasiedlone około 1500 lat p.n.e. Około XI wieku n.e. przybyli tu Polinezyjczycy i wymieszali się z rdzenną ludnością. Nowa Kaledonia została odkryta przez Europejczyków w 1774 roku; odkrył ją James Cook. Nazwę swą wywodzi od łac. nazwy Szkocji – Caledonia – zgodnie z powszechną niegdyś praktyką nazywania nowo odkrytych terytoriów (a także – nowo budowanych osad) tak, jak terytoria i miejsca już istniejące.
Od 1853 roku stanowiła posiadłość francuską. W latach 1864–1894 istniała tu kolonia karna, gdzie deportowano wielu skazanych komunardów. Na dożywotnie ciężkie roboty na Nowej Kaledonii skazany został m.in. Antoni Berezowski, powstaniec styczniowy, wykonawca nieudanego zamachu na cara Aleksandra II, w czasie jego pobytu w Paryżu 6 czerwca 1867 r.
Dekretem z 1887 r. ograniczono swobody miejscowej ludności, zmuszając ją do świadczenia pracy dla państwa i narzucając wybieranych przez państwo wodzów plemiennych. W latach 1898–1902 powierzchnię rezerwatów dla ludności tubylczej zmniejszono z 320 tys. do 124 tys. ha. Presja francuska doprowadziła do szeregu powstań, z których największe odbyło się pod przywództwem Atajego w 1878 r., kończąc się śmiercią ok. 200 Europejczyków i co najmniej 800 Kanaków. W efekcie przemian okresu kolonialnego populacja Kanaków spadła z 40–80 tys. w 1774 r. do 27 tys. osób (1921 r.).

### Wojna na Pacyfiku
W czasie II wojny światowej Nowa Kaledonia znajdowała się początkowo pod władzą francuskiego rządu Vichy, jednak francuskojęzyczni Polinezyjczycy zaczęli stopniowo sprzyjać Wolnym Francuzom generała Charles’a de Gaulle’a. Na niektórych wyspach zaczęto przeprowadzać plebiscyty w sprawie lojalności, jednak obecność w Nowej Kaledonii francuskiego okrętu z załogą wierną marszałkowi Philippe Pétainowi zapobiegła plebiscytom na szerszą skalę. Dopiero przybycie we wrześniu 1940 roku australijskiego lekkiego krążownika HMAS „Adelaide” do portu w Numei, spowodowało ze francuski okręt opuścił wyspę, co umożliwiło przejęcie władzy gubernatorowi oficjalnie sprzyjającemu de Gaulle’owi. Nowokaledończycy nie ufali jednak Australijczykom, obawiając się australijskiej aneksji. W marcu 1942 roku, do Nowej Kaledonii przybył jednak amerykański zespół okrętów Task Force 6814, który został przez miejscową ludność przyjęty z ciepłymi uczuciami, widząc w żołnierzach amerykańskich gwaranta niezależności zarówno wobec imperium japońskiego, jak i wobec Australii.

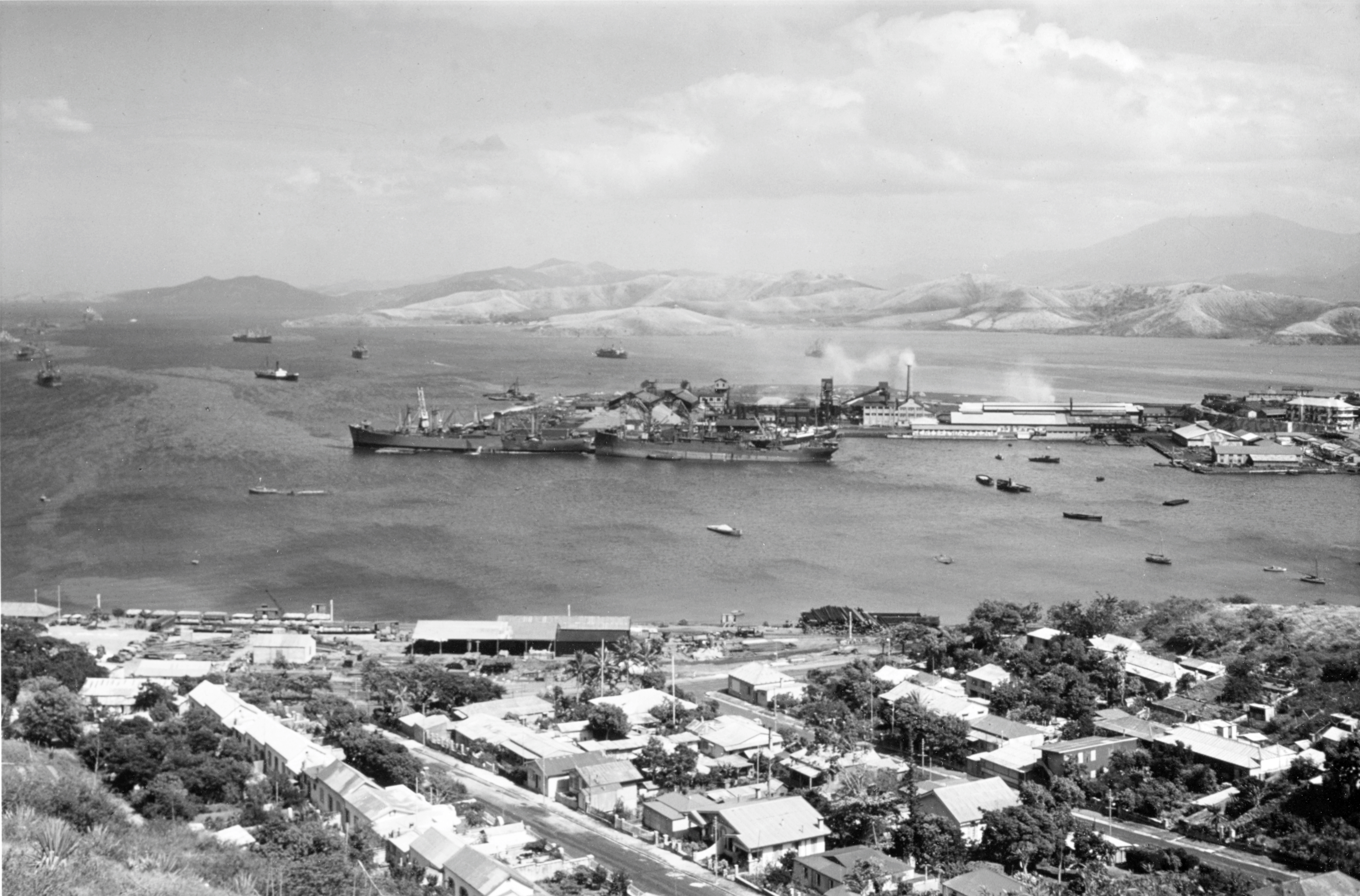
Port w Numei w okresie wielkich bitew morskich na Wyspach Salomona w listopadzie 1942 roku

Na mocy porozumienia między rządem Wolnych Francuzów i Stanami Zjednoczonymi, amerykańska marynarka wojenna uzyskała prawo używania terytorium Nowej Kaledonii i Nowych Hebrydów w ramach toczacych się działań wojennych w wojnie na Pacyfiku, w zamian za gwarancje francuskiej kontroli nad wyspami. Począwszy od 27 maja 1942 roku, na bazie żołnierzy przybyłych wraz z Task Force 6814, rozpoczęto organizację dywizji piechoty, w podziękowaniu zaś za ciepłe przyjęcie amerykańskich żołnierzy przez miejscową ludność oraz w celu uhonorowania jej, nowa jednostka wojskowa uzyskała nazwę AmeriCal (AmericaCaledonia). Od lata 1942 roku swoją siedzibę w Numei miał dowodzący amerykańskimi siłami walczącymi na i wokół Guadalcanalu na Wyspach Salomona adm. Robert Ghormley, zaś tutejszy port stał się głównym punktem przeładunkowym zaopatrzenia dla 1. dywizji piechoty morskiej broniącej się na Guadalcanalu oraz najważniejszą aliancką bazą morską w na południowym Pacyfiku. Skrycie sprzyjający rządowi Vichy francuski gubernator Nowej Kaledonii nie był jednak chętny obecności amerykańskiej na wyspie, w związku z czym adm. Ghormley nie miał nawet swojej siedziby na wyspie, lecz zmuszony był rezydować na zakotwiczonym w porcie statku. Dopiero zmiana na stanowisku dowódcy teatru południowego Pacyfiku, przez zastąpienie Ghormleya adm. Williamem Halseyem w październiku 1942 roku, spowodowała zmianę tej sytuacji. Halsey zmuszony był bowiem ratować niezwykle trudną w tym czasie sytuację w jakiej znaleźli się marines na Guadalcanalu, w tym przez udrożnienie zatoru przeładunkowego z zaopatrzeniem dla nich w porcie w Numei. W ramach tych działań, dokonał między innymi siłowego zajęcia rezydencji gubernatora, celem umieszczenia w niej dowództwa całej amerykańskiej kampanii na Wyspach Salomona. Związana z tym skarga gubernatora do gen. de Gaulle’a, została rozwiązana w rozmowach między generałem, a amerykańskim Departamentem Stanu. Numea była w tym czasie nie tylko najważniejszym portem przeładunkowym dla zaopatrzenia Gaudalcanalu, lecz także główną bazą morską w regionie, z której wychodziły na Salomony okręty uczestniczące w starciach z flotą japońską tam, jak i wracały do niej po odniesieniu uszkodzeń w walce. Amerykańska obecność na wyspie wiązała się z jej silnym rozwojem ekonomicznym i socjalnym. Bardzo wzrósł eksport lokalnych surowców naturalnych, lokalna ludność zyskiwała na amerykńskich zakupach żywności po wysokich cenach, po raz pierwszy też w historii, Polinezyjczycy zaczeli uzyskiwać dobre wynagrodzenie za pracę. Wraz jednak z przesuwaniem się działań wojennych z Wysp Salomona w kierunku Japonii, Nowa Kaledonia traciła na znaczeniu w wysiłku wojennym jako baza morska.

### Okres powojenny
Znaczny rozwój ekonomiczny Nowej Kaledonii podczas wojny, miał swoje pozytywne konsekwencje także w okresie powojennym. Wojska amerykańskie pozostawiły bowiem po sobie szereg nowych dróg i lotnisk, a także sprzęt inżynieryjny o szacowanej w 1945 roku wartości 3 milionów dolarów.
Pod wpływem wielorasowych wojsk amerykańskich ludność kanacka zaczęła domagać się większych swobód. Od 1946 roku uznana za terytorium zamorskie Francji. Po II wojnie światowej zaczął się proces dekolonizacji, a kolejne przepisy z lat 1944–1947 ustanowiły wspólne prawo karne dla Europejczyków i autochtonów, uznawały ich narodowość francuską, przyznawały prawa obywatelskie i równy dostęp do instytucji państwowych, a w 1957 r. przyznano Kanakom pełne prawo wyborcze.
Na skutek powstania Kaledońskiej Partii Komunistycznej, powstała centrowo-chadecka Unia Kaledońska, która zdominowała scenę polityczną do 1972 r. W 1963 r. władze francuskie podporządkowały Radę Zarządzającą gubernatorowi, a pięć lat później odebrały uprawnienia Zgromadzeniu Terytorialnemu Nowej Kaledonii w obawie o utratę kontroli nad wydobyciem niklu i kobaltu. W celu ograniczenia wpływu ludności kanackiej na funkcjonowanie wyspy, doprowadzono w latach 1969–1976 do masowej imigracji Azjatów, Polinezyjczyków i mieszkańców Wallis i Futuny (o 20%), dzięki czemu liczba imigrantów przekroczyła liczbę autochtonów. W 1979 r. radykalni Kanakowie powołali Front Niepodległościowy – późniejszy Socjalistyczny Front Wyzwolenia Narodowego Kanaków (SFWNK), a zwolennicy poszerzania autonomii Zgromadzenie na rzecz Kaledonii w Republice.
W latach 80. XX wieku doszło do licznych zatargów z Francją, spowodowanych dążeniami niepodległościowymi rdzennej ludności. W 1984 r. SFWNK zbojkotował wybory samorządowe, wzniósł barykady na drogach i powołał tymczasowy rząd Kanaków pod przewodnictwem Jean-Marie Tjibaou, co zapoczątkowało czteroletni konflikt (tzw. Wydarzenia), w efekcie którego władze wprowadziły w 1985 r. na sześć miesięcy stan wyjątkowy i godzinę policyjną, gdy zaczęło dochodzić do gwałtownych starć między zwaśnionymi grupami. W 1987 r. francuski rząd zorganizował referendum w sprawie przyznania Nowej Kaledonii niepodległości, które Kanakowie zbojkotowali, w efekcie czego 98% głosujących opowiedziało się przeciw niepodległości.
W 1988 roku podpisano porozumienie z Matignon o odłożeniu na 10 lat kwestii referendum nad przyszłym statusem politycznym terytorium. Na mocy porozumienia z Noumei z 1998 roku Nowa Kaledonia przyjęła status terytorium zamorskiego (fr. territoire d’outre mer) o specyficznym statusie (fr. statut particulier lub statut original) pomiędzy „wspólnotą zamorską” (podległość Francji, obywatelstwo i paszporty francuskie) a niepodległym państwem (własny rząd i obywatelstwo), o cechach terytorium stowarzyszonego. Wyspy nie należą do strefy Schengen, ale ich mieszkańcy mają prawo głosowania w wyborach do Parlamentu Europejskiego.
Nowa Kaledonia jest obecnie w pełni samodzielna administracyjnie, posiada reprezentantów w parlamencie francuskim (2 deputowanych i 2 senatorów). Na mocy porozumienia z 1998 roku pomiędzy 2014 a 2018 rokiem przewidziano przeprowadzenie referendum, w którym mieszkańcy mieli opowiedzieć się za niepodległością Nowej Kaledonii lub pozostawieniem jej pod zależnością Francji. W referendum wyznaczonym na 4 listopada 2018 r. większość mieszkańców Nowej Kaledonii (56,4%) odrzuciła ideę oderwania się od Francji i opowiedziała się za utrzymaniem dotychczasowego statusu terytorium. Za ogłoszeniem niepodległości opowiedziało się 43,6 proc. ludności, głównie autochtonicznej, niestanowiącej jednak obecnie większości mieszkańców terytorium. Uprawnionych do głosowania było 175 tys. osób. Frekwencja wyniosła aż 80,6 proc., co spowodowało wydłużenie o godzinę czasu otwarcia niektórych komisji referendalnych w stolicy.
Zgodnie z postanowieniami umów politycznych z Francją, kongresowi Nowej Kaledonii przyznano prawo do wystąpienia o zorganizowanie dwóch kolejnych referendów niepodległościowych po dwóch i po czterech latach. Drugie referendum zaplanowano na 4 października 2020 r.
W referendum 4 października 2020 przeciwko niepodległości zagłosowało 53,26 procenta mieszkańców Nowej Kaledonii przy frekwencji wynoszącej 85,64 procenta. Kolejne referendum, zorganizowane 12 grudnia 2021 w czasie pandemii COVID-19, zostało zbojkotowane przez zwolenników niepodległości, głównie Kanaków zamieszkujących Wyspy Lojalności oraz Prowincję Północną. W efekcie za pozostaniem w związku z Francją oddano aż 96,49 proc. głosów przy zaledwie 43,9-procentowej frekwencji.

## Gospodarka
Na Nowej Kaledonii znajdują się bardzo bogate złoża rud niklu (ok. 12% światowego wydobycia – 3. miejsce w świecie i 1/4 światowych zasobów) i kobaltu (ok. 8% światowego wydobycia – 4. miejsce). Dużym ośrodkiem hutnictwa niklu jest Numea. Eksploatacja surowców mineralnych przyczyniła się jednak do degradacji środowiska w wielu miejscach wyspy. Poza terenami przemysłowymi rozwija się turystyka – ok. 100 tys. turystów rocznie.

### Emisja gazów cieplarnianych
Emisja równoważnika dwutlenku węgla z Nowej Kaledonii wyniosła w 1990 roku 2,03 Mt, z czego 1,623 Mt stanowiła emisja dwutlenku węgla. W przeliczeniu na mieszkańca emisja wyniosła wówczas 9,558 t dwutlenku węgla, a w przeliczeniu na 1000 dolarów PKB 556 kg. Od tego czasu emisje wahają się, przy czym dość duży wzrost nastąpił na początku drugiej dekady XXI w. W tym czasie emisja wzrosła najbardziej z branży energetyki. W 2018 emisja dwutlenku węgla pochodzenia kopalnego wyniosła 7,337 Mt, a w przeliczeniu na mieszkańca 26,221 t i w przeliczeniu na 1000 dolarów PKB 1169 kg.

## Demografia
Terytorium zamieszkiwało około 279 070 ludzi (2022 r.), z czego 45% stanowią Kanakowie – rdzenni mieszkańcy wysp. Inni mieszkańcy wysp to Francuzi (ok. 33,5%) zwani Caldoches (w większości urodzeni w Nowej Kaledonii), Polinezyjczycy (ok. 10,5%) – mieszkańcy wyspy Ouvea, emigranci z wysp Futuna, Tahiti oraz Uvea. Pozostałe 7,5% stanowią mniejsze grupy – Ni-Vanuatu, Japończycy, Włosi, Anglicy, Australijczycy, Arabowie i inni.

## Religia
Struktura religijna kraju w 2010 roku według Pew Research Center:
- Katolicyzm: 50,8% (zobacz: Metropolia Nouméa)
- Protestantyzm: 32,4% (gł. kościoły ewangeliczne)
- Brak religii: 10,4%
- Islam: 2,8%
- Inni chrześcijanie: 2,0% (gł. Świadkowie Jehowy i mormoni) (zobacz: Świadkowie Jehowy w Nowej Kaledonii)
- Buddyzm: 0,6%
- Tradycyjne religie plemienne: 0,2%
- Inne religie: 0,8%.